# 前常念岳

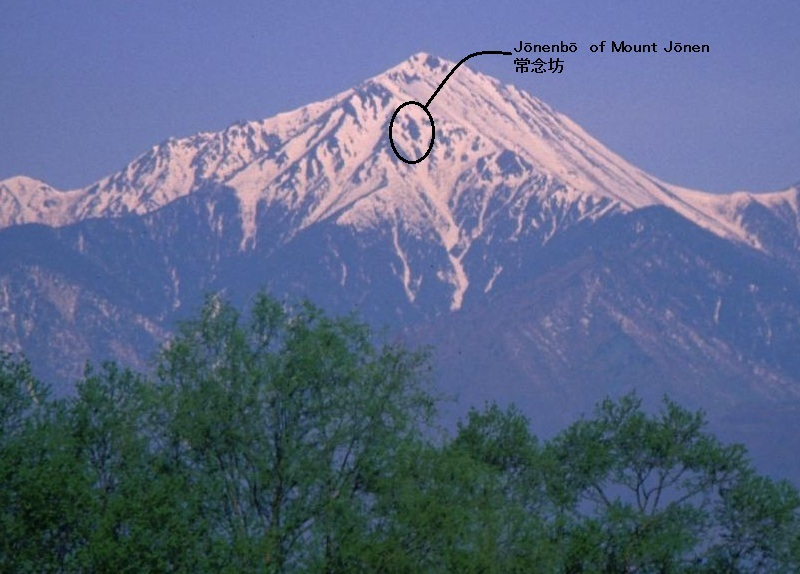
前常念岳の雪形の常念坊、残雪部のほぼ中央に、黒い姿のとっくりを手にした坊さんが見られる。梓川右岸から望む

前常念岳（まえじょうねんだけ）は、飛騨山脈（北アルプス）南部の常念山脈にある標高2,662 mの山である。山体すべてが長野県に属し、松本市と安曇野市にまたがる。常念山脈の主峰である常念岳の前にあることから前常念岳という。
従って安曇野・松本から常念岳として見られている山体の大部分は前常念岳であり、常念岳の象徴でもある常念坊の雪形も実際には前常念岳山腹上のものである。
山頂に緊急避難用の石室がある。また一等三角点が設置されている。一等三角点百名山に選ばれている。